# (11282) Hanakusa
(11282) Hanakusa est un astéroïde de la ceinture principale.

## Description
(11282) Hanakusa est un astéroïde de la ceinture principale. Il fut découvert le 30 octobre 1989 à Kitami par Kin Endate et Kazuro Watanabe. Il présente une orbite caractérisée par un demi-grand axe de 2,42 UA, une excentricité de 0,22 et une inclinaison de 3,6° par rapport à l'écliptique.

## Compléments